# Olimpia Teodora 2020-2021
Questa voce raccoglie le informazioni riguardanti l'Olimpia Teodora nelle competizioni ufficiali della stagione 2020-2021.

## Organigramma societario
Area direttiva
- Presidente: Paolo Delorenzi

Area tecnica
- Allenatore: Simone Bendandi
- Allenatore in seconda: Odelvys Dominico

## Rosa
| N° | Nome              | Ruolo | Data di nascita   | Squadra     |
| -- | ----------------- | ----- | ----------------- | ----------- |
| 1  | Rachele Morello   | P     | 7 novembre 2000   | Italia      |
| 2  | Chiara Poggi      | P     | 27 gennaio 2001   | Italia      |
| 4  | Rebecca Piva      | S     | 1º maggio 2001    | Italia      |
| 5  | Stefania Bernabè  | O     | 10 marzo 1998     | Italia      |
| 6  | Flavia Assirelli  | C     | 26 settembre 1990 | Italia      |
| 7  | Greta Monaco      | S     | 9 agosto 2001     | Italia      |
| 8  | Ludovica Guidi    | C     | 17 dicembre 1992  | Italia      |
| 9  | Alice Torcolacci  | C     | 27 febbraio 2000  | Italia      |
| 10 | Alessandra Guasti | S     | 7 agosto 1996     | Italia      |
| 11 | Júlia Kavalenka   | O     | 2 marzo 1999      | Portogallo  |
| 12 | Laura Grigolo     | S     | 1º marzo 1996     | Italia      |
| 13 | Giulia Rocchi     | L     | 20 ottobre 1992   | Italia      |
| 14 | Taylor Fricano    | O     | 4 febbraio 1995   | Stati Uniti |
| 17 | Beatrice Giovanna | L     | 3 gennaio 1999    | Italia      |

## Risultati

### Serie A2

#### Girone di andata
| 2ª giornata - 27 settembre 2020 PalaCesari, Cutrofiano                           | Cutrofiano       | 3 - 1 | Olimpia Teodora      | 25-19, 25-14, 11-25, 25-20        |
| 3ª giornata - 4 ottobre 2020 PalaCosta, Ravenna                                  | Olimpia Teodora  | 3 - 1 | Soverato             | 25-17, 25-16, 14-25, 25-17        |
| 4ª giornata - 11 ottobre 2020 Palestra comunale, Talmassons                      | Talmassons       | 1 - 3 | Olimpia Teodora      | 19-25, 15-25, 25-21, 23-25        |
| 5ª giornata - 14 ottobre 2020 PalaCosta, Ravenna                                 | Olimpia Teodora  | 0 - 3 | Megavolley           | 22-25, 16-25, 15-25               |
| 6ª giornata - 18 ottobre 2020 PalaFontescodella, Macerata                        | Helvia Recina    | 1 - 3 | Olimpia Teodora      | 17-25, 26-28, 25-22, 23-25        |
| 7ª giornata - 25 ottobre 2020 PalaCosta, Ravenna                                 | Olimpia Teodora  | 3 - 1 | Montecchio Maggiore  | 25-19, 23-25, 25-23, 25-23        |
| 8ª giornata - 1º novembre 2020 Palazzetto dello Sport, San Giovanni in Marignano | Adolfo Consolini | 2 - 3 | Olimpia Teodora      | 26-24, 25-22, 22-25, 14-25, 8-15  |
| 9ª giornata - 8 novembre 2020 PalaCosta, Ravenna                                 | Olimpia Teodora  | 2 - 3 | Libertas Martignacco | 25-15, 25-27, 21-25, 25-17, 12-15 |

#### Girone di ritorno
| 11ª giornata - 22 novembre 2020 PalaCosta, Ravenna                 | Olimpia Teodora      | 1 - 3 | Cutrofiano       | 25-22, 19-25, 21-25, 25-27        |
| 12ª giornata - 29 novembre 2020 PalaScoppa, Soverato               | Soverato             | 3 - 0 | Olimpia Teodora  | 25-18, 25-18, 25-22               |
| 13ª giornata - 6 dicembre 2020 PalaCosta, Ravenna                  | Olimpia Teodora      | 3 - 0 | Talmassons       | 25-20, 25-22, 25-12               |
| 14ª giornata - 10 gennaio 2021 PalaDionigi, Vallefoglia            | Megavolley           | 3 - 1 | Olimpia Teodora  | 25-22, 25-21, 21-25, 25-22        |
| 15ª giornata - 20 gennaio 2021 PalaCosta, Ravenna                  | Olimpia Teodora      | 2 - 3 | Helvia Recina    | 25-18, 16-25, 19-25, 25-14, 10-15 |
| 16ª giornata - 20 dicembre 2020 PalaCollodi, Montecchio Maggiore   | Montecchio Maggiore  | 0 - 3 | Olimpia Teodora  | 21-25, 25-27, 20-25               |
| 17ª giornata - 17 gennaio 2021 PalaCosta, Ravenna                  | Olimpia Teodora      | 1 - 3 | Adolfo Consolini | 25-22, 11-25, 22-25, 18-25        |
| 18ª giornata - 24 gennaio 2021 Palazzetto dello sport, Martignacco | Libertas Martignacco | 1 - 3 | Olimpia Teodora  | 25-18, 17-25, 25-27, 20-25        |

### Pool salvezza

#### Girone di andata
| 1ª giornata - 28 febbraio 2021 PalaCosta, Ravenna           | Olimpia Teodora | 1 - 3 | Futura Giovani  | 22-25, 25-19, 14-25, 20-25        |
| 2ª giornata - 7 marzo 2021 PalaRuffini, Torino              | CUS Torino      | 3 - 2 | Olimpia Teodora | 21-25, 25-15, 25-20, 21-25, 15-8  |
| 3ª giornata - 22 aprile 2021 PalaCosta, Ravenna             | Olimpia Teodora | 3 - 2 | Club Italia     | 25-21, 22-25, 25-17, 22-25, 16-14 |
| 4ª giornata - 21 marzo 2021 Palestra Comunale, Golfo Aranci | Hermaea         | 3 - 1 | Olimpia Teodora | 25-18, 21-25, 19-25, 20-25        |
| 5ª giornata - 24 marzo 2021 PalaCosta, Ravenna              | Olimpia Teodora | 3 - 1 | Montale         | 22-25, 25-17, 25-18, 25-23        |

#### Girone di ritorno
| 6ª giornata - 28 marzo 2021 Palazzetto San Luigi, Busto Arsizio     | Futura Giovani  | 1 - 3 | Olimpia Teodora | 18-25, 22-25, 25-17, 27-29 |
| 7ª giornata - 4 aprile 2021 PalaCosta, Ravenna                      | Olimpia Teodora | 3 - 0 | CUS Torino      | 25-19, 25-12, 42-40        |
| 8ª giornata - 11 aprile 2021 Centro Pavesi, Milano                  | Club Italia     | 1 - 3 | Olimpia Teodora | 26-24, 21-25, 22-25, 17-25 |
| 9ª giornata - 18 aprile 2021 PalaCosta, Ravenna                     | Olimpia Teodora | 1 - 3 | Hermaea         | 22-25, 25-21, 25-27, 19-25 |
| 10ª giornata - 25 aprile 2021 Palestra Magagni, Castelnuovo Rangone | Montale         | 0 - 3 | Olimpia Teodora | 23-25, 21-25, 14-25        |

#### Play-off promozione
| Quarti di finale (gara 1) - 12 maggio 2021 PalaCosta, Ravenna         | Olimpia Teodora | 3 - 0 | Mondovì         | 25-22, 25-21, 25-19                          |
| Quarti di finale (gara 2) - 16 maggio 2021 PalaManera, Mondovì        | Mondovì         | 3 - 1 | Olimpia Teodora | 25-19, 15-25, 25-19, 25-18 Golden set: 13-15 |
| Semifinali (gara 1) - 19 maggio 2021 PalaCosta, Ravenna               | Olimpia Teodora | 2 - 3 | Pinerolo        | 25-22, 28-30, 21-25, 25-16, 10-15            |
| Semifinali (gara 2) - 22 maggio 2021 Palazzetto dello sport, Pinerolo | Pinerolo        | 3 - 1 | Olimpia Teodora | 19-25, 25-20, 25-21, 28-26                   |